# Насиље на тргу
„Насиље на тргу” је југословенско-амерички филм, први пут приказан 26. јула 1961. године.

## Улоге
| Глумац          | Улога             |
| --------------- | ----------------- |
| Бранко Плеша    | Мајор Кохлер      |
| Биби Андерссон  | Мариа             |
| Берт Сотлар     | Партизански вођа  |
| Драгомир Фелба  | Серафин           |
| Виктор Старчић  | Немачки командант |
| Никола Симић    | Радио оператор    |
| Хермина Пипинић |                   |
| Миливоје Томић  |                   |